# Dendrolaelaps casualis
Dendrolaelaps casualis – gatunek roztocza z kohorty żukowców i rodziny Digamasellidae.

## Taksonomia
Gatunek ten opisany został po raz pierwszy w 2010 roku przez Veikko Huhtę i Wolfganga Karga z Uniwersytetu w Jyväskylä na łamach „Soil Organisms”. Jako lokalizację typową wskazano Ylläs w gminie Kittilä w finlandzkiej części Laponii.
Takson ten należy do grupy gatunków brevipilis wraz z D. brevipilis i  D. monodentatus.

## Morfologia
Znane są tylko samice. Osiągają one od 330 do 350 µm długości i około 190 µm szerokości idiosomy. Gnatosoma ma niezmodyfikowane szczękoczułki z czterema ząbkami na palcu ruchomym. Szczecinki par od drugiej do piątej w rzędach wewnętrznych na podonotum (prodorsum), szczecinki par od pierwszej do czwartej w rzędach wewnętrznych na opistonotum (postdorsum) oraz szczecinki par od drugiej do piątej w rzędach zewnętrznych na podonotum osiągają 200 µm i dochodzą do połowy długości pary następnej. Szczecinki par od pierwszej do trzeciej w rzędach zewnętrznych na opistonotum są nieco dłuższe niż wcześniej wymienione. Z kolei szczecinki piątej pary w rzędzie zewnętrznym opistonotum oraz piątej pary w rzędzie bocznym opistonotum mają 45 µm długości. Przednia krawędź opistonotum ma dwa bardzo delikatne wcięcia, a przednia jego powierzchnia słabo wyrażony wzór strukturalny. Spód idiosomy ma słabo zesklerotyzowaną część sternalną oraz tarczki brzuszną i analną zlane w tarczkę wentro-analną o wklęsłych krawędziach bocznych. Na tarczce tej umieszczone są szczeciny par pierwszej, drugiej, trzeciej i piątej rzędów wewnętrznych oraz pary drugiej rzędów zewnętrznych. Większość szczecinek wentralnych ma 15 µm długości, jednak szczeciny pary piątej rzędów wewnętrznych i pary czwartej rzędów zewnętrznych osiągają 25 µm długości. Przetchlinki są uwstecznione i ku tyłowi sięgają tylko do wysokości szczecinek sternalnych drugiej i trzeciej pary. Odnóża porośnięte są wyłącznie niezmodyfikowanymi, gładkimi szczecinkami. Otwór płciowy samicy leży na udzie trzeciej pary odnóży.

## Ekologia i występowanie
Gatunek palearktyczny, znany tylko z miejsca typowego w Finlandii. Odnaleziony w suchym kompoście obok toalety na poboczu drogi.